# Zaharia Panțu
Zacharia C. Panțu (n. 31 iulie 1866, Târgu Mureș – d. 19 martie 1934, București) a fost un om de știință român și profesor asociat cu specialitatea botanică.  

## Familie
Zaharia Panțu se trăgea dintr-o familie de mocani, de la Săcele, județul Brașov. Era mândru de originea sa, mocanii fiind populația de români din zona de munte a Transilvaniei, proprietari de oi și pășuni de munte, înfrățiți cu natura. Faptul că s-a născut la Târgu Mureș se datora numirii tatălui  său Constantin Panțu care a fost unul dintre primii magistrați din populația românească a Transilvaniei. El a participat la mișcarea revoluționară a tineretului  din Transilvania, în 1848, la Adunarea de la Blaj, iar, între 1863-1865, a fost ales deputat în Dieta Ardeleană, judecător la Tabla  Regească (Curtea de Apel), revenind mai apoi cu întreaga familie în Brașov, ca judecător și apoi avocat.
Savantul avut o fiică, Ana Pauca (1907-1969), de asemenea eminentă botanistă (specializată în flori, sistematice și geobotanică). A fost profesoară la Facultatea de Biologie din București.

## Educația
Școala primară și secundară le-a urmat la Brașov, ca și liceul, la “Andrei Șaguna”, unde în 1885 își ia bacalaureatul. In același an se înscrie la Universitatea din București, Facultatea de Științe, Secția Științele naturii,  luându-și licența în 1891.

## Cariera
Bine apreciat pentru dăruirea sa profesională este angajat încă de la absolvire, 1890, ca ajutor naturalist, iar după licență, devine titular pe un post nou înființat, de conservator al colecțiilor de la Institutul Botanic. Aceasta poziție o va ocupa 43 de ani, până la deces, dar în 1931 ea va fi echivalată cu cea de profesor asociat.
Trebuie remarcată aprecierea constantă, reciprocă, între Zach. C. Panțu și profesorul și directorul Institutului și Grădinii Botanice din București, Dimitrie Brandză, fapt care a condus la o prestigioasă si prolifică colaborare , in anii de ucenicie, și apoi de construire a Grădinii Botanice și a Institutului Botanic de la Cotroceni.

## Activitate științifică
În activitatea sa științifică Zaharia Panțu a contribuit la ridicarea Muzeului Institutului Botanic, controlând, catalogând și îmbogățind colecțiile, apoi a contribuit la ridicarea nivelului Grădinii Botanice, unde și astăzi se regăsește Movila Dobrogeană, populată de el cu rarități botanice numai acolo aflate și, mai ales, la ridicarea botanicii romanesti , prin numeroasele sale publicații.
Domeniile botanice în care se înscriu realizările sale sunt etnobotanica, istoria botanicii și în mod deosebit flora României, cu capitolele sale de taxonomie și fitogeografie.
In domeniul etnobotanicii se înscriu cele doua ediții ale Vocabularului Botanic, cuprinzând numirile științifice și populare ale plantelor (1901, 1929), cele românești din toate regiunile țării, dar și cele germane, franceze, având adăugiri privind valoarea medicinal sau casnică, ca și unele credințe locale; prima ediție cuprinde 3600 de nume și la a doua, s-au mai adăugat încă 1600.
Valoarea esențială a Vocabularului Botanic a fost stoparea confuziilor, întrucât lucrări anterioare aveau fie o transcriere stâlcită a numelor populare românești,  fie mai grav, nume inventate  de diverși autori, sau și mai grav, confuzii între plantele denumite științific și corespondentele lor populare, din cauza unor  culegători vechi care nu erau botaniști. Alături de botaniști, Titu Maiorescu a apreciat în mod deosebit profesionalismul acestor lucrări, utile și pentru domeniul limbii române.
In domeniul istoriei botanicii, lucrările sale au fost bine documentate, ele referindu-se la instituții pe care le cunoștea personal, ca Institutul Botanic din București, sau, la oameni de știință cu care colaborase, precum prof.Dimitrie Brândză, botanistul Aurelian Procopianu-Procopovici sau naturalista Olga Mălinescu.
In domeniul florei aduce numeroase contribuții fitogeografice, prin inventarierea precisă a răspândirii unor specii rare, sau cu importanță ecologică deosebită, dar și a florei unor regiuni bine definite, cum au fost Flora Ceahlăului (începută în colaborare cu Aurelian  Procopianu-Procopovici), Flora Bucegilor, Flora Bucureștilor și a împrejurimilor sale, Flora Dobrogei nouă (jud. Caliacra și Durostor) și postum, Flora Deltei Dunării, finalizată și publicată de fiica sa, Prof. univ. Ana M. Paucă.
În domeniul florei, dar cu caracter taxonomic, a publicat lucrările monografice asupra familiei Orchidaceelor din România (Supliment la Memoriile Acad. Rom., 1915) și Geraniaceele din România, 1931, cuprinzând descrierea completă a genurilor, a speciilor, având chei de determinare și planșe.
Cei 17 taxoni nou descriși sunt în mare măsură forme și varietăți tipice pentru anumite zone din România, dar între altele, au rămas valide specii noi, precum Agropyron brandzae Panțu et Solacolu, sau,  datorită noii diagnoze făcută de el, s-a recunoscut cu rang de specie, Silene pontica Brandza, infirmată  anterior de  alți autori, în lipsa diagnozei complete.
Datorită variatelor lui competențe științifice, a fost cooptat în colectivul de lucru ce a publicat Enciclopedia Română, coordonată de Corneliu Diaconovici (1898-1904).
Zacharia Panțu a fost apreciat în lumea științifică, cu toate că a fost o persoană retrasă, foarte muncitoare, dar combativă pentru progresul științei românești.  A fost membru fondator al Societății Naturaliștilor din România, înființată în 1899, medaliat în 1902 de Academia Internațională de Geografie Botanică din Le Mans, iar în 1911, devine membru corespondent al Societății de Științe Naturale și Matematice din Cherbourg.

## Lucrări
- Vocabular botanic, cuprinzând numirile științifice și populare române ale plantelor. Bull. Herb. Inst. Bot. Buc, 1902, 1.2: 105-138.
- Plantele cunoscute de poporul român. Vocabular botanic cuprinzând numirile române, franceze, germane și științifice, Institutul de Arte Grafice și Editură „MINERVA“, București (1929)
- Viața și operele doctorului Dimitrie Brândză (1928)
- Contribuțiuni la flora Bucureștilor și a împrejurimilor, I. Mem. Secț. Ști., Analele Acad. Române, 1908, 435-598.
- Contribuțiuni la flora Bucureștilor și a imprejurimilor sale. Acad. Române, 1909.
- Contribuțiuni nouă la Flora Bucureștilor și a împrejurimilor. Analele Academiei Române. Memoriile Secțiunii științifice, 1931, 389-403.
- PANTU, Z. C.; PROCOPIANU-PROCOPOVICI, A. Contributiuni la Flora Ceahlaului. I. Regiunea alpina si subalpina. Bul. Erb. Inst. Bot. Bucuresti, 1901, 1: 80-131.
- Contributiuni noua la flora Ceahlaului. Analele Acad. Române, ser, 1911, 2.33: 293-346.
- Orchidaceele din România Studiu monografic (1915), București.
- Geraniaceele din România - Monografie (1931), Anal. Acad. București, Mem. secț. șt. ser. III.